# 彭相
彭相（1497年—？），字良仲，直隸真定府晉州安平縣人，軍籍，明朝政治人物。

## 生平
順天府鄉試第六十二名舉人。嘉靖十四年（1535年）中式乙未科會試第二百七十五名，登第三甲第一百九十七名進士。

## 家族
曾祖彭真；祖父彭翼；父彭謙，母逯氏。永感下。兄彭輔、裴彭岳、彭仁。